# The Fat of the Land
The Fat of the Land è il terzo album in studio del gruppo musicale britannico The Prodigy, pubblicato il 30 giugno 1997 dalla XL Recordings.

## Descrizione
Si tratta della prima pubblicazione del gruppo con Keith Flint nel ruolo di cantante: la sua voce è presente nei brani Breathe, Serial Thrilla, Fuel My Fire e Firestarter.
È considerato un album di fondamentale importanza per la diffusione dell'hard-electro, della jungle e della cultura rave su scala mondiale, nonché uno dei più innovativi degli anni novanta.

## Tracce
1. Smack My Bitch Up – 5:42 (Liam Howlett, Maurice Smith, Cedric Miller, Keith Thornton, Trevor Randolph)
2. Breathe – 5:35 (Liam Howlett, Keith Flint, Maxim)
3. Diesel Power – 4:17 (Liam Howlett, Keith Thornton)
4. Funky Shit – 5:16 (musica: Liam Howlett)
5. Serial Thrilla – 5:11 (Liam Howlett, Keith Flint, Skin, Arran)
6. Mindfields – 5:40 (musica: Liam Howlett)
7. Narayan – 9:05 (Liam Howlett, Crispian Mills)
8. Firestarter – 4:40 (Liam Howlett, Keith Flint, Trevor Horn, Anne Dudley, J. J. Jeczalik, Paul Morley, Gary Langan, Kim Deal)
9. Climbatize – 6:36 (musica: Liam Howlett)
10. Fuel My Fire – 4:18 (Donita Sparks, Bill Walsh, James, Ross Knight) – originariamente interpretata dai L7

The Added Fat EP – CD bonus nella riedizione del 2012
1. Smack My Bitch Up (Noisia Remix) – 5:53
2. Firestarter (Alvin Risk Remix) – 3:18
3. Breathe (Zeds Dead Remix) – 4:36
4. Mindfields (Baauer Remix) – 3:51
5. Breathe (The Glitch Mob Remix) – 4:25
6. Smack My Bitch Up (Major Lazer Remix) – 5:05

## Formazione
Gruppo
- Liam Howlett – sintetizzatore, programmazione
- Leeroy Thornhill – sintetizzatore, programmazione
- Maxim – voce (tracce 2 e 6)
- Keith Flint – voce (tracce 2, 5, 8 e 10)

Altri musicisti
- Shahin Bada – voce aggiuntiva (traccia 1)
- Jim Davies – chitarra (tracce 2, 8 e 10)
- Kool Keith – voce (traccia 3)
- Crispian Mills – voce (traccia 7)
- Saffron – voce aggiuntiva (traccia 10)

## Classifiche

### Classifiche settimanali
| Classifica (1997) | Posizione massima |
| ----------------- | ----------------- |
| Australia         | 1                 |
| Austria           | 1                 |
| Belgio (Fiandre)  | 2                 |
| Belgio (Vallonia) | 3                 |
| Canada            | 1                 |
| Danimarca         | 2                 |
| Europa            | 1                 |
| Finlandia         | 1                 |
| Francia           | 2                 |
| Germania          | 1                 |
| Irlanda           | 1                 |
| Italia            | 6                 |
| Norvegia          | 1                 |
| Nuova Zelanda     | 1                 |
| Paesi Bassi       | 1                 |
| Portogallo        | 1                 |
| Regno Unito       | 1                 |
| Spagna            | 1                 |
| Stati Uniti       | 1                 |
| Svezia            | 1                 |
| Svizzera          | 1                 |

### Classifiche di fine anno
| Classifica (1997) | Posizione |
| ----------------- | --------- |
| Australia         | 23        |
| Austria           | 19        |
| Belgio (Fiandre)  | 30        |
| Belgio (Vallonia) | 27        |
| Francia           | 34        |
| Germania          | 18        |
| Nuova Zelanda     | 3         |
| Paesi Bassi       | 13        |
| Regno Unito       | 6         |
| Spagna            | 27        |
| Stati Uniti       | 37        |
| Svezia            | 22        |
| Svizzera          | 29        |